# Houstonia prostrata
Houstonia prostrata là một loài thực vật có hoa trong họ Thiến thảo. Loài này được Brandegee mô tả khoa học đầu tiên năm 1901.